# Mardália
Mardália (em latim: Mardalia; em armênio: Մարդաղի; romaniz.: Mardałi; de Mard (medos?), um possível etnônimo, e ałi, "país"), segundo a Geografia de Ananias de Siracena (século VII), foi um gavar (cantão) da província de Turuberânia, no Reino da Armênia. Compreendia uma área de 2 900 quilômetros quadrados nas nascentes do rio Egre (atual Egri), uma das fontes do Eufrates. Heinrich Hübschmann tentou identificá-la com Marbala (Marbālā) mencionada em fontes árabes. Possivelmente era um dos domínios reais da dinastia arsácida, mas foi concedido à Igreja Apostólica Armênia como parte de suas propriedades. Em 591, o imperador Maurício recebeu vastas porções da Armênia sassânida em compensação da ajuda militar prestada ao xainxá Cosroes II (r. 590–628). Todos os distrito que compunham Turuberânia foram incluídos na província recém-fundada da Armênia Interior.